# Tiliqua gigas
El Tiliqua gigas, conocido como escinco indonesio de lengua azul, es una especie de lagarto de la familia Scincidae. Endémicos de Papúa Nueva Guinea, se pueden encontrar principalmente en Nueva Bretaña y las islas del Almirantazgo del archipiélago Bismarck, y en islas de Indonesia como Ambon, Ceram, Ternate, Halmahera, Kai, Aru, Célebes y Yapen). Se encuentran típicamente en la selva tropical y en cautiverio, requiriendo mucha humedad. A diferencia del Tiliqua scincoides, son bastante delgados. Destaca el tamaño de sus colas, siendo del 60 a 90% de su tamaño total.

## Subespecies
- T. g. gigas (Schneider, 1801)
- T. g. keiensis (Oudemans, 1894)
- T. g. evanescens (Shea, 2000)